# クリス・キャニオン
クリス・キャニオン（Chris Kanyon、1970年1月4日 - 2010年4月2日）は、アメリカ合衆国のプロレスラー。
本名、クリストファー・クルカサーティス（Christopher Klucsarits）、ニューヨーク州サニーサイド出身。

## 来歴

### キャリア初期
大学卒業後に本格的トレーニングを開始し、ローラー・イースト・サイド・レスリングジムにてピート・マッケイ・ゴンザレス、イスマエル・ゲレーナ、ボビー・ボールド・イーグルの元でもトレーニングを1991年11月から1992年1月まで受け、4月にクリス・モーガン（Chris Morgan）のリングネームで一度だけ試合をしている。それから3年はフィジカル・テラピストとして働きつつ夜と週末だけ試合をする生活を続け、1994年にはWWFでジョバーとして何回も登場するようになり、ショーン・マイケルズ、ディーゼル、タタンカ、ボブ・ホーリーと対戦していた。また、友人であり将来マネージャーになるジェームズ・ミッチェルにポテンシャルを見抜かれ、南部カリフォルニアでファビュラス・ムーラの元でトレーニングを受けつつ、アファのワイルド・サモアン・レスリング・スクールでもトレーニングを受けていた。1995年からフルタイム・レスラーとして活動をするようになる。

### WCW（1995-2001）
キャニオンは95年にWCWにジョバーとしてデビュー、マーク・スターと "メン・アット・ワーク" というタッグを結成している。キャニオンとマークの2人は建設労働者ギミックで活動し、ジーンズをタイツの代わりに穿いていた。その後96年にチームは解散している。97年にギミックを練り直し、キャニオンはマスクを被ってリングネームをモーティス（Mortis / ラテン語で死を意味する単語）を改め、マネージャーにジェームズ・ヴァンデンバーグを加えてグレイシアを相手に3月のUncensoredでWCW再デビューをはかり抗争を開始している。その後はラスと共闘しつつ5月のSlamboreeや7月のBash at the Beachで対戦しているが、この時期にキャニオンとラスはストーリーラインから外されている。
1998年2月にモーティスはフロック（The Flock）に加入したいとレイヴェンに交渉するがDDPの持つWCWユナイテッド・ステイツ・ヘビー級王座を奪ったらという条件を突きつけられてしまう。中旬にDDPとタイトルを賭けて対戦するが失敗し、レイヴェンにエントランスでDDTを食らってしまう。結果、モーティスのギミックを破棄してキャニオンとしてレイヴェンと抗争を開始する。キャニオンはフロックのサターンとタッグを組むようになるが突如サターンを裏切り、レイヴェンと共闘、フロックに加入している。しかし、9月のFall Brawlでサターンとレイヴェンのコントラ戦を行ない、レイヴェンが敗北したためにフロックは解散してしまっている。フロック解散後もレイヴェンとタッグの活動を続けていたが、キャニオンはうつ病を理由に欠場している。
1999年にレイヴェンとサターンのWCW世界タッグチーム王座の手助けをするために復帰するがレイヴェンとサターンと共闘するのではなく、バンバン・ビガロとダイヤモンド・ダラス・ペイジとでジャージー・トライアッド（Jersey Triad）を結成している。トライアドはサターンとクリス・ベノワのタッグとタッグチーム王座を賭けて抗争を開始するようになり、6月のThe Great American Bashでサターンとベノワ組を破りタッグ王座を獲得している。また、ホストのリック・フレアーより3人でタイトルを防衛できる権利をもらうが、ホストがスティングになるとその権利を奪われてしまい、8月のRoad Wildでハーレム・ヒートに奪われている。これを機にしてキャニオンは再び欠場をしている。
1999年後半にクリス "シャンパン" キャニオン（Chris "Champagne" Kanyon）のリングネームでJ.ビッグスとナイトロ・ガールズのベイビーとカメレオン・ジョーンズを引き連れて復帰している。ギミックもハリウッドに魅了され、女性、高級車、ジャンパンを贅沢に使うようになったキャラクターになり、DDPやビガロと抗争をするようになるが、ブッカーのケビン・サリバンによって解雇されている。
2000年4月にサリバンからビンス・ルッソーにブッカーが変わると共にWCWに復帰をしている。キャニオンはDDPとタッグを組んでいた関係で5月のSlamboreeのメインであるトリプル・ケージ・マッチで、マイク・オーサムがDDPにパワーボムを狙おうとしたところにカットに入るがケージの上から花道に落とされている。6月のGreat American Bashで車椅子に乗って登場し、アンビュランス・マッチで対戦していたDDPとオーサムの試合に乱入、DDPを攻撃している。その後はエリック・ビショフをリーダーとするニュー・ブラッド（The New Blood）に加入すると同時にDDPと抗争を開始するようになる。抗争と同時にキャニオンはDDPの真似をするようになり、リングネームを "ポジティヴィティー" キャニオンに変えたり、長いブロンドのカツラを被るようになったりしていた。その後は髪を伸ばしてブロンドに染め、P.C.Kと書かれたTシャツを着るようにもなった。また、DDPのフィニッシュであるダイヤモンド・カッターも模倣するようになり、キャニオン・カッターの名前で使用するようにもなった。8月のNew Blood Risingでバフ・バグウェルと対戦したのを最後にWCWから離脱をしている。
2001年2月に再度WCWに復帰と当時にDDPとの抗争を開始している。PPVのSuperBrawl RevengeでDDPと対戦して勝利しているが、リマッチをされ負けている。3月になるとアーネスト "ザ・キャット" ミラーと抗争を開始するようになると、外見や入場曲、ガウンを黒いレーザー・ジャケットに変えている。しかし、抗争はWCWがWWFに買収される3月に終了しており、キャニオンはWWFへ移籍することになった。

### WWF（2001-2003）
2001年7月のスマックダウンに元WCWのヒール・ユニット、アライアンスとして登場。7月上旬には元ECWのロブ・ヴァン・ダムとトミー・ドリーマーやポール・ヘイマンがECWの復活を宣言、アライアンスと合流をする。同じ月に行われたInvasionでWWEとアライアンス（WCW、ECWの連合軍）の対抗戦を行っている。7月にはステファニー・マクマホンの要請で、WCW世界ヘビー級王座保持者のブッカー・TからWCWユナイテッド・ステイツ王座を授与されている。WCWユナイテッド王座を持っている時期は自身をアライアンスのMVPと呼ぶようになり、頻繁に "Who betta than Kanyon?"（キャニオンよりすぐれた選手はいるだろうか）というようになった。
キャニオンはDDPとタッグをするようになり、8月にはDDPを助けようとしてバックステージでジ・アンダーテイカーを襲撃している。ほぼ同じ時期にファルークとブラッドショーのアコライツ・プロテクション・エージェンシーの持つWWF世界タッグチーム王座に初挑戦し、獲得している。しかし、SummerSalmでブラザーズ・オブ・デストラクションとのWWFとWCWの2王座を賭けたスチール・ケージ・マッチで敗北してタイトルを失い、キャニオンのWCWユナイテッド・ステイツ王座も9月のRAWでタジリに奪われている。WCWユナイテッド王座とWWFタッグ王座のタイトルを落とすとマット・ハーディーとの短い抗争に入り、マットはジェフとのハーディー・ボーイズで対抗するようになるとキャニオンもライノ、ランス・ストーム、チャック・パルンボ、ヒュー・モラスと組んでシリーズ中は対抗するが敗北が続き、10月に抗争は終了している。
アライアンスのアングルが進行中のさなか、10月末にランディー・オートンとのダーク・マッチの最中に左膝の前十字靭帯が断裂して欠場してしまう。11月のサバイバー・シリーズにカメオで登場している。なお、このPPVでアライアンス側は負け、キャニオン含め、アライアンス側は全員「解雇」されている（実際は解雇されておらず、スーパースターとしてWWEに配属されている）。怪我から復帰すると2002年5月にWWEの下部組織であるOVWへ送られている。しかし、7月にランス・ケイドとの試合中に左肩の棘上筋を痛めている。7月21日に手術をしたが薬物アレルギーが原因で25日に呼吸困難になってしまう。28日に退院するが15kg体重を落としてしまっている。10月にOVWに戻り、トレーニングをしつつRAWとSmackDownのダークマッチを2002年末から2003年初頭までこなしていた。2月にSD!のロスターへ昇格している。4月テレビショーに "Who Betta Than Kanyon?" と言っていた頃の前のギミックで復帰してライノと復帰戦をしている。復帰したにもかかわらずSD!の出演は少なく、2003年の残りはジョバーとして主に活動していた。ハウス・ショーやダーク・マッチではモーティス名義で活動していた。

### 引退へ（2004-2007）
2004年2月、ジョバーだけでの活動や怪我の影響などでストーリーラインに絡めなくなり、リリースされている。8月にダイヤモンド・ダラス・ペイジと引退試合をして1度は引退をしているが、2005年6月に引退を撤回、インディー団体に参戦するようになる。8月のハリケーン・カトリーナが去ったあたりに様々なショーへ参加するようになる。12月にTNAのPPVであるTurning Pointに参戦、クリス・Kのリングネームでレイヴェンと対戦するが負けている。また、PWGにも参戦している。その後、2007年5月に再び引退をしている。

## 私生活
2006年のプロ・レスリング・トーチのインタビューで、クリス・キャニオンはゲイとしてカミングアウトする決断について語り、レスリング業界での潜在的な反発にもかかわらず本当の自分を生きるための個人的な選択だったと述べた。キャニオンは双極性障害に悩まされており、2010年にそれが原因で自殺し、4月2日に兄弟のケンに空の坑うつ薬、家族への謝罪のメモと共にキャニオンのアパートで死去しているのを発見されている。

## その他
- 学校時代にはローラー・ホッケー、バスケットボール、野球をしてすごし、背丈があり、無駄のない強靭な体であったためキャニオンは暇な時間の大半をジムのウェイトリフティングで費やしていた。
- 1988年にアーチビショップ高校を卒業、1992年にバッファロー大学を理学療法の学士号を取得して卒業している。
- キャリア初期はビリー・キッドマンとタッグを組む事が多く、2人ともアイス・ホッケーのユニフォームを着用していた。

## 得意技
フラットライナー
相手と向かい合った状態で河津掛けの体勢で組み合い、後方に倒れ込む事によって相手の顔面をフェイス・バスターで強烈にマットに打ちつける。一時期はアイム・ベター・ザン・ユー（I'm Better Than You）の技名だった。モーティス時代は雪崩式バックフリップやレッグスイープ・アームバーをこの技名で使用していた。
キャニオン・カッター
変形フェイスロックからのブルドッギング・ヘッドロック。ダイヤモンド・ダラス・ペイジのダイヤモンド・カッターと同型の技。
スクリーム・マシン
エレクトリック・チェア・フェイス・バスターと同型技。
アルゼンチン・バックブリーカーからのネックブリーカー
ダイビング・レッグドロップ。時々相手の後頭部にも仕掛けることがある
カナディアン・バックブリーカーから反転させてのフェイスバスター
ムーンサルトプレス
ロシアン・レッグ・スイープ
変形スパインバスター
スーパー・キック
スイング式フィッシャーマンズ・スープレックス
スイング式ネックブリーカー
二段蹴り式かかと落とし
オクトパス・ホールド

### 合体技
パワーボムとネックブリーカーの合体技。レイヴェンかラスのタッグ時に使用していた。
DDPのバックドロップにあわせてのキャニオンのネックブリーカーで叩きつける。連携技。
キャニオンのロシアン・レッグ・スイープからのDDPのエルボー・ドロップの連携技

## 獲得タイトル
WCW（World Championship Wrestling）
- WCW世界タッグチーム王座 :2回（w/ダイヤモンド・ダラス・ペイジ、バンバン・ビガロ）

WWF（World Wrestling Federation）
- WCWユナイテッドステイツ王座 :1回
- WWFタッグチーム王座 :1回（w/ダイヤモンド・ダラス・ペイジ）